# Tordinci
Tordinci est un village et une municipalité située dans le comitat de Vukovar-Syrmie, en Croatie. Au recensement de 2001, la municipalité comptait 2 251 habitants, dont 75,88 % de Croates et 17,99 % de Hongrois ; le village seul comptait 836 habitants.

## Localités
La municipalité de Tordinci compte 4 localités :
- Antin
- Korođ
- Mlaka Antinska
- Tordinci